# Eviota inutilis
Eviota inutilis és una espècie de peix de la família dels gòbids i de l'ordre dels cipriniformes que es troba a l'oest d'Austràlia.